# تافلبورغ
تافلبورغ (بالإنجليزية: Tafelberg)‏ هي اٍحدى أعلى القمم الجبلية في سورينام باٍرتفاع يقدر ب 1,026 مترا (3,370 قدم).

## وصلات خارجية
- صورة لقمة تافلبورغ
- التنوع الحيوي في شمال أمريكا الجنوبية (سورينام) (بالهولندية)